# Engeland op het wereldkampioenschap voetbal 2014
Engeland was een van de deelnemende landen aan het wereldkampioenschap voetbal 2014 in Brazilië. Het was de veertiende deelname voor het land. Roy Hodgson nam als bondscoach voor de tweede keer deel aan het WK. Eerder had hij als bondscoach van Zwitserland deelgenomen aan het WK 1994 in de Verenigde Staten. Engeland overleefde de groepsfase niet. Het werd uitgeschakeld na nederlagen tegen Italië en Uruguay, en een scoreloos gelijkspel tegen Costa Rica.

## Kwalificatie

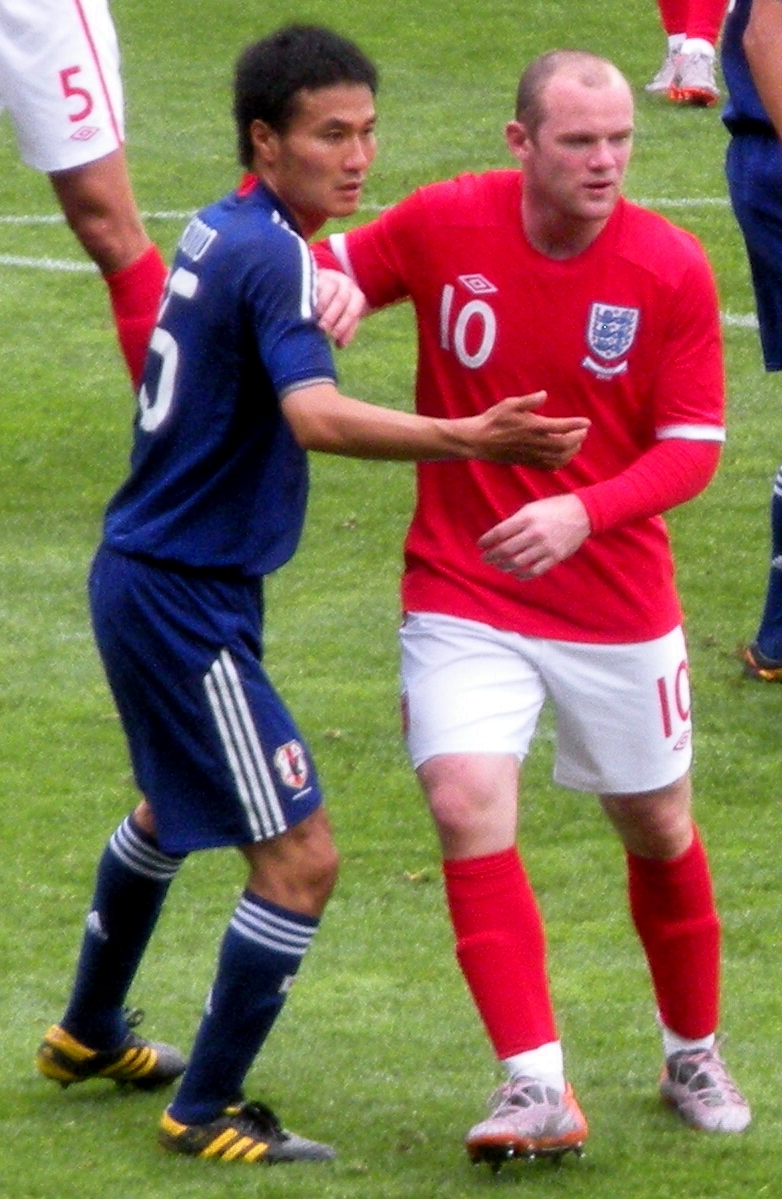
Wayne Rooney (rechts) scoorde zeven keer in zes wedstrijden.

Engeland werd in de kwalificatiecampagne voor het wereldkampioenschap ondergebracht in Groep H, samen met Oekraïne, San Marino, Montenegro, Moldavië en Polen.
Onder leiding van de Nederlandse scheidsrechter Pol van Boekel begon Engeland met een klinkende zege aan de kwalificatiewedstrijden. Het versloeg Moldavië met 0-5, na goals van Frank Lampard (2x), Jermaine Defoe, James Milner en Leighton Baines. Vier dagen later leed het team van Hodgson voor het eerst puntenverlies. Tegen Oekraïne, een van de favorieten voor de leidersplaats in Groep H, kwamen de Engelsen niet verder dan een 1-1 gelijkspel. Lampard zette in het slot van de wedstrijd een penalty om. Niet veel later werd Steven Gerrard met zijn tweede gele kaart uitgesloten.
Een maand later had Engeland geen moeite met het bescheiden San Marino. Het werd opnieuw 5-0. Zowel Wayne Rooney als Danny Welbeck was twee keer trefzeker. De 19-jarige Alex Oxlade-Chamberlain zorgde met zijn eerste interlanddoelpunt ooit voor de eindstand. Maar ook nu raakte Engeland in het volgende duel niet verder dan een 1-1 gelijkspel. Ditmaal was Polen de evenknie van Engeland. Rooney scoorde na een half uur het enige Engelse doelpunt via een afgeweken kopbal. Door het gelijkspel sprong Montenegro over Engeland naar de eerste plaats.
In maart 2013 haalde Engeland zwaar uit in San Marino. Alessandro Della Valle opende de score met een eigen doelpunt. Nadien zorgden goals van Oxlade-Chamberlain, Defoe (2x), Ashley Young, Lampard, Rooney en Daniel Sturridge voor de 0-8 eindstand. Ondanks de ruime zege bleef Montenegro aan de leiding in Groep H. Enkele dagen na de 0-8 kreeg Engeland in Montenegro de kans om de leiding terug op te eisen. Rooney bracht zijn land al na 6 minuten op voorsprong, maar Montenegro maakte na de pauze gelijk. Door de puntendeling bleef de stand in Groep H ongewijzigd.
In de volgende wedstrijden deed Engeland een uitstekende zaak. Eerst werd er met 4-0 gewonnen van Moldavië na goals van Gerrard, Rickie Lambert en Welbeck (2x), nadien speelde Engeland opnieuw gelijk tegen Oekraïne (0-0). Door de vier punten sprong Engeland in de stand over Montenegro, dat door twee nederlagen op rij naar de derde plaats afzakte. Oekraïne, dat evenveel punten als Montenegro had, werd op basis van het doelsaldo tweede in de stand.
Op de voorlaatste speeldag werd Montenegro de genadeslag toegediend. Engeland versloeg het land met 4-1. Debutant Andros Townsend werd de uitblinker. Hij was net als spitsen Rooney en Sturridge goed voor een doelpunt. De vierde treffer was een eigen doelpunt van de Montenegrijnse middenvelder Branko Bošković. Door de zege bleven de Engelsen Oekraïne voor in de stand, maar waren ze nog steeds niet zeker van kwalificatie. Doordat Oekraïne op de laatste speeldag op bezoek moest bij San Marino, kon Engeland zich tegen Polen geen misstap veroorloven. Het team van Hodgson won voor eigen volk met 2-0 na doelpunten van Rooney en Gerrard.

### Kwalificatieduels
| 7 september 2012  | Moldavië   | 0 – 5 | Engeland   |
| 11 september 2012 | Engeland   | 1 – 1 | Oekraïne   |
| 12 oktober 2012   | Engeland   | 5 – 0 | San Marino |
| 17 oktober 2012   | Polen      | 1 – 1 | Engeland   |
| 22 maart 2013     | San Marino | 0 – 8 | Engeland   |
| 26 maart 2013     | Montenegro | 1 – 1 | Engeland   |
| 6 september 2013  | Engeland   | 4 – 0 | Moldavië   |
| 10 september 2013 | Oekraïne   | 0 – 0 | Engeland   |
| 11 oktober 2013   | Engeland   | 4 – 1 | Montenegro |
| 15 oktober 2013   | Engeland   | 2 – 0 | Polen      |

### Stand groep H
| Nr. | Land       | GW | W | G | V  | DV | DT | DS  | Ptn |
| --- | ---------- | -- | - | - | -- | -- | -- | --- | --- |
| 1   | Engeland   | 10 | 6 | 4 | 0  | 31 | 4  | +27 | 22  |
| 2   | Oekraïne   | 10 | 6 | 3 | 1  | 28 | 4  | +24 | 21  |
| 3   | Montenegro | 10 | 4 | 3 | 3  | 18 | 17 | +1  | 15  |
| 4   | Polen      | 10 | 3 | 4 | 3  | 18 | 12 | +6  | 13  |
| 5   | Moldavië   | 10 | 3 | 2 | 5  | 12 | 18 | −6  | 11  |
| 6   | San Marino | 10 | 0 | 0 | 10 | 1  | 54 | −53 | 0   |

### Doelpunten en assists
| Naam                    | Wed. | Goals | Assists |
| ----------------------- | ---- | ----- | ------- |
| Wayne Rooney            | 6    | 7     | 1       |
| Frank Lampard           | 7    | 4     | 1       |
| Danny Welbeck           | 8    | 4     | 0       |
| Jermaine Defoe          | 4    | 3     | 0       |
| Steven Gerrard          | 8    | 2     | 2       |
| Alex Oxlade-Chamberlain | 5    | 2     | 2       |
| Daniel Sturridge        | 4    | 2     | 0       |
| Leighton Baines         | 7    | 1     | 3       |
| Rickie Lambert          | 2    | 1     | 2       |
| Ashley Young            | 3    | 1     | 1       |
| James Milner            | 8    | 1     | 0       |
| Andros Townsend         | 2    | 1     | 0       |
| Tom Cleverley           | 7    | 0     | 2       |
| Aaron Lennon            | 1    | 0     | 2       |
| Kyle Walker             | 5    | 0     | 1       |
| Glen Johnson            | 4    | 0     | 1       |
| Theo Walcott            | 4    | 0     | 1       |

## Het wereldkampioenschap
Op 6 december 2013 werd er geloot voor de groepsfase van het WK in Brazilië. Engeland werd ondergebracht in Groep D en kreeg daardoor Belo Horizonte, Manaus en São Paulo als speelsteden voor de groepsfase. Ook Italië, Uruguay en Costa Rica kwamen in Groep D terecht. De FIFA maakte op 13 mei bekend dat de slogan van het Engels elftal, zichtbaar op de spelersbus, "The dream of one team, the heartbeat of millions!" ("de droom van een team, de hartslag van miljoenen") zou worden. De slogan werd door de supporters gekozen.

### Uitrustingen
| Thuis | Uit | Alternatief | Doelman | Doelman (uit) |  |

### Technische staf
| Naam            | Functie          |
| --------------- | ---------------- |
| Technische staf |                  |
| Roy Hodgson     | Bondscoach       |
| Ray Lewington   | Assistent        |
| Gary Neville    | First team coach |
| Dave Watson     | Keeperstrainer   |
| Chris Neville   | Fitnesscoach     |
| Mark Sertori    | Masseur          |
| Gary Lewin      | Fysiotherapeut   |

### Selectie en statistieken
| Nr. | Naam                    | Geboortedatum | GW |   |   |   |   |   |   | Club                 | Positie(s) |
| --- | ----------------------- | ------------- | -- | - | - | - | - | - | - | -------------------- | ---------- |
| 1   | Joe Hart                | 19-04-1987    | 2  | 0 | 0 | 0 | 0 | 0 | 0 | Manchester City      | GK         |
| 2   | Glen Johnson            | 23-08-1984    | 2  | 0 | 0 | 0 | 0 | 0 | 0 | Liverpool            | RB         |
| 3   | Leighton Baines         | 11-12-1984    | 2  | 0 | 0 | 0 | 0 | 0 | 0 | Everton              | LB         |
| 4   | Steven Gerrard          | 30-05-1980    | 3  | 0 | 1 | 0 | 0 | 1 | 0 | Liverpool            | CM         |
| 5   | Gary Cahill             | 19-12-1985    | 3  | 0 | 0 | 0 | 0 | 0 | 0 | Chelsea              | CB         |
| 6   | Phil Jagielka           | 17-08-1982    | 2  | 0 | 0 | 0 | 0 | 0 | 0 | Everton              | CB         |
| 7   | Jack Wilshere           | 01-01-1992    | 2  | 0 | 0 | 0 | 0 | 1 | 1 | Arsenal              | CM, AM     |
| 8   | Frank Lampard           | 20-06-1978    | 1  | 0 | 0 | 0 | 0 | 0 | 0 | Chelsea              | CM         |
| 9   | Daniel Sturridge        | 01-09-1989    | 3  | 1 | 0 | 0 | 0 | 0 | 1 | Liverpool            | CF, RW     |
| 10  | Wayne Rooney            | 24-10-1985    | 3  | 1 | 0 | 0 | 0 | 1 | 0 | Manchester United    | AM, CF     |
| 11  | Danny Welbeck           | 26-11-1990    | 2  | 0 | 0 | 0 | 0 | 0 | 2 | Manchester United    | CF, LW     |
| 12  | Chris Smalling          | 22-11-1989    | 1  | 0 | 0 | 0 | 0 | 0 | 0 | Manchester United    | CB, RB     |
| 13  | Ben Foster              | 03-04-1983    | 1  | 0 | 0 | 0 | 0 | 0 | 0 | West Bromwich Albion | GK         |
| 14  | Jordan Henderson        | 17-06-1990    | 2  | 0 | 0 | 0 | 0 | 0 | 2 | Liverpool            | CM, RM     |
| 15  | Alex Oxlade-Chamberlain | 15-08-1993    | 0  | 0 | 0 | 0 | 0 | 0 | 0 | Arsenal              | RW, LW, CM |
| 16  | Phil Jones              | 21-02-1992    | 1  | 0 | 0 | 0 | 0 | 0 | 0 | Manchester United    | CB, RB     |
| 17  | James Milner            | 04-01-1986    | 1  | 0 | 0 | 0 | 0 | 0 | 1 | Manchester City      | RM, CM, LM |
| 18  | Rickie Lambert          | 26-02-1982    | 1  | 0 | 0 | 0 | 0 | 1 | 0 | Southampton          | CF         |
| 19  | Raheem Sterling         | 08-12-1994    | 3  | 0 | 1 | 0 | 0 | 1 | 1 | Liverpool            | LW, RW, AM |
| 20  | Adam Lallana            | 10-05-1988    | 3  | 0 | 1 | 0 | 0 | 2 | 1 | Southampton          | LW, AM     |
| 21  | Ross Barkley            | 05-12-1993    | 3  | 0 | 1 | 0 | 0 | 2 | 0 | Everton              | AM, CM     |
| 22  | Fraser Forster          | 17-03-1988    | 0  | 0 | 0 | 0 | 0 | 0 | 0 | Celtic               | GK         |
| 23  | Luke Shaw               | 12-07-1995    | 1  | 0 | 0 | 0 | 0 | 0 | 0 | Southampton          | LB         |

### Wedstrijden

#### Groepsfase
|                          |               |         |                             |                                                                  |
| 14 juni 2014 18:00 UTC−4 | Engeland      | 1 – 2   | Italië                      | Arena Amazônia, Manaus Scheidsrechter: Björn Kuipers (Nederland) |
| 14 juni 2014 18:00 UTC−4 | Sturridge 37' | Verslag | 35' Marchisio 50' Balotelli | Arena Amazônia, Manaus Scheidsrechter: Björn Kuipers (Nederland) |

| Engeland | Italië |

| Engeland:      |    |                  |       |
|                |    |                  |       |
| GK             | 1  | Joe Hart         |       |
| RB             | 2  | Glen Johnson     |       |
| CB             | 5  | Gary Cahill      |       |
| CB             | 6  | Phil Jagielka    |       |
| LB             | 3  | Leighton Baines  |       |
| CM             | 4  | Steven Gerrard   |       |
| CM             | 14 | Jordan Henderson | 73'   |
| RW             | 11 | Danny Welbeck    | 61'   |
| AM             | 19 | Raheem Sterling  | 90+2' |
| LW             | 10 | Wayne Rooney     |       |
| CF             | 9  | Daniel Sturridge | 80'   |
| Wisselspelers: |    |                  |       |
| MF             | 21 | Ross Barkley     | 61'   |
| MF             | 7  | Jack Wilshere    | 73'   |
| MF             | 20 | Adam Lallana     | 80'   |
| Coach:         |    |                  |       |
| Roy Hodgson    |    |                  |       |

| Italië:          |    |                   |     |
|                  |    |                   |     |
| GK               | 12 | Salvatore Sirigu  |     |
| RB               | 4  | Matteo Darmian    |     |
| CB               | 20 | Gabriel Paletta   |     |
| CB               | 15 | Andrea Barzagli   |     |
| LB               | 3  | Giorgio Chiellini |     |
| DM               | 16 | Daniele De Rossi  |     |
| CM               | 23 | Marco Verratti    | 57' |
| CM               | 21 | Andrea Pirlo      |     |
| RW               | 6  | Antonio Candreva  | 79' |
| CF               | 9  | Mario Balotelli   | 73' |
| LW               | 8  | Claudio Marchisio |     |
| Wisselspelers:   |    |                   |     |
| MF               | 5  | Thiago Motta      | 57' |
| FW               | 17 | Ciro Immobile     | 73' |
| MF               | 18 | Marco Parolo      | 79' |
| Coach:           |    |                   |     |
| Cesare Prandelli |    |                   |     |

|                          |                 |         |            | |
| 19 juni 2014 16:00 UTC−3 | Uruguay         | 2 – 1   | Engeland   | Novo Estádio do Corinthians, São Paulo Toeschouwers: 62.575 Scheidsrechter: Carlos Velasco (Spanje) |
| 19 juni 2014 16:00 UTC−3 | Suárez 39', 85' | Verslag | 75' Rooney | Novo Estádio do Corinthians, São Paulo Toeschouwers: 62.575 Scheidsrechter: Carlos Velasco (Spanje) |

| Uruguay | Engeland |

| Uruguay:       |    |                    |     |
|                |    |                    |     |
| GK             | 1  | Fernando Muslera   |     |
| RB             | 22 | Martín Cáceres     |     |
| CB             | 13 | José María Giménez |     |
| CB             | 3  | Diego Godín        | 9'  |
| LB             | 6  | Álvaro Pereira     |     |
| DM             | 17 | Egidio Arévalo     |     |
| CM             | 20 | Álvaro González    | 79' |
| CM             | 7  | Cristian Rodríguez |     |
| AM             | 14 | Nicolás Lodeiro    | 67' |
| CF             | 9  | Luis Suárez        | 88' |
| CF             | 21 | Edinson Cavani     |     |
| Wisselspelers: |    |                    |     |
| FW             | 11 | Christian Stuani   | 67' |
| DF             | 4  | Jorge Fucile       | 79' |
| DF             | 19 | Sebastian Coates   | 88' |
| Coach:         |    |                    |     |
| Óscar Tabárez  |    |                    |     |

| Engeland:      |    |                  |     |
|                |    |                  |     |
| GK             | 1  | Joe Hart         |     |
| RB             | 2  | Glen Johnson     |     |
| CB             | 5  | Gary Cahill      |     |
| CB             | 6  | Phil Jagielka    |     |
| LB             | 3  | Leighton Baines  |     |
| CM             | 4  | Steven Gerrard   | 68' |
| CM             | 14 | Jordan Henderson | 87' |
| RW             | 19 | Raheem Sterling  | 64' |
| AM             | 10 | Wayne Rooney     |     |
| LW             | 11 | Danny Welbeck    | 71' |
| CF             | 9  | Daniel Sturridge |     |
| Wisselspelers: |    |                  |     |
| MF             | 21 | Ross Barkley     | 64' |
| MF             | 20 | Adam Lallana     | 71' |
| FW             | 18 | Rickie Lambert   | 87' |
| Coach:         |    |                  |     |
| Roy Hodgson    |    |                  |     |

|                          |            |       |          |                                                                     |
| 24 juni 2014 13:00 UTC−3 | Costa Rica | 0 – 0 | Engeland | Mineirão, Belo Horizonte Scheidsrechter: Djamel Haïmoudi (Algerije) |
| 24 juni 2014 13:00 UTC−3 | Verslag    |       |          | Mineirão, Belo Horizonte Scheidsrechter: Djamel Haïmoudi (Algerije) |

| Costa Rica | Engeland |

| Costa Rica:      |    |                    |     |
|                  |    |                    |     |
| GK               | 1  | Keylor Navas       |     |
| RWB              | 16 | Cristian Gamboa    |     |
| CB               | 6  | Óscar Duarte       |     |
| CB               | 3  | Giancarlo González | 60' |
| CB               | 4  | Michael Umaña      |     |
| LWB              | 15 | Júnior Díaz        |     |
| DM               | 5  | Celso Borges       | 78' |
| CM               | 10 | Bryan Ruiz         |     |
| CM               | 17 | Yeltsin Tejada     |     |
| AM               | 14 | Randall Brenes     | 59' |
| CF               | 9  | Joel Campbell      | 65' |
| Wisselspelers:   |    |                    |     |
| MF               | 7  | Cristian Bolaños   | 59' |
| FW               | 21 | Marco Ureña        | 65' |
| MF               | 11 | Michael Barrantes  | 78' |
| Coach:           |    |                    |     |
| Jorge Luis Pinto |    |                    |     |

| Engeland:      |    |                  |         |
|                |    |                  |         |
| GK             | 13 | Ben Foster       |         |
| RB             | 16 | Phil Jones       |         |
| CB             | 12 | Chris Smalling   |         |
| CB             | 5  | Gary Cahill      |         |
| LB             | 23 | Luke Shaw        |         |
| CM             | 8  | Frank Lampard    |         |
| CM             | 7  | Jack Wilshere    | 73'     |
| RW             | 17 | James Milner     | 76'     |
| AM             | 21 | Ross Barkley     | 53'     |
| LW             | 20 | Adam Lallana     | 57' 62' |
| CF             | 9  | Daniel Sturridge |         |
| Wisselspelers: |    |                  |         |
| FW             | 19 | Raheem Sterling  | 62'     |
| MF             | 4  | Steven Gerrard   | 73'     |
| FW             | 10 | Wayne Rooney     | 76'     |
| Coach:         |    |                  |         |
| Roy Hodgson    |    |                  |         |

FA · A-internationals · Selecties · Bondscoaches · Engels vrouwenelftal · Brits olympisch elftal · Engeland -21 · Engeland -20 · Engeland -19 · Engeland -18 · Engeland -17 · Engeland -16 · Vrouwen -17
1872 – 1899 ·
1900 – 1919 ·
1920 – 1929 ·
1930 – 1939 ·
1940 – 1949 ·
1950 – 1959 ·
1960 – 1969 ·
1970 – 1979 ·
1980 – 1989 ·
1990 – 1999 ·
2000 – 2009 ·
2010 – 2019 ·
2020 − 2029
EK's: 1968 ·
1980 ·
1988 ·
1992 ·
1996 ·
2000 ·
2004 ·
2012 · 
2016 · 
2020 · 
2024
WK's: 1950 ·
1954 ·
1958 ·
1962 ·
1966 ·
1970 ·
1982 ·
1986 ·
1990 ·
1998 ·
2002 ·
2006 ·
2010 ·
2014 ·
2018 · 
2022
Albanië ·
Algerije ·
Andorra ·
Argentinië ·
Australië ·
Azerbeidzjan ·
België ·
Bosnië en Herzegovina ·
Brazilië ·
Bulgarije ·
Canada ·
Chili ·
China ·
Colombia ·
Costa Rica ·
Cyprus ·
Denemarken ·
DDR · 
Duitsland ·
Ecuador ·
Egypte ·
Estland ·
Finland ·
Frankrijk ·
Georgië ·
Ghana ·
GOS ·
Griekenland ·
Honduras ·
Hongarije ·
Ierland ·
IJsland · 
Iran ·
Israël ·
Italië ·
Ivoorkust ·
Jamaica ·
Japan ·
Joegoslavië ·
Kameroen ·
Kazachstan ·
Koeweit ·
Kosovo ·
Kroatië ·
Liechtenstein ·
Litouwen ·
Luxemburg ·
Maleisië ·
Malta ·
Marokko ·
Mexico ·
Moldavië ·
Montenegro ·
Nederland ·
Nieuw-Zeeland ·
Nigeria ·
Noord-Ierland ·
Noord-Macedonië ·
Noorwegen ·
Oekraïne ·
Oostenrijk ·
Panama · 
Paraguay ·
Peru · 
Polen ·
Portugal ·
Roemenië ·
Rusland ·
San Marino · 
Saoedi-Arabië ·
Schotland ·
Senegal ·
Servië ·
Servië en Montenegro · 
Slovenië ·
Slowakije ·
Sovjet-Unie ·
Spanje ·
Trinidad en Tobago ·
Tsjechië ·
Tsjecho-Slowakije ·
Tunesië ·
Turkije ·
Uruguay ·
Verenigde Staten ·
Wales ·
Wit-Rusland ·
Zuid-Afrika ·
Zuid-Korea ·
Zweden ·
Zwitserland
Algerije (2010) · 
Argentinië (1986) · 
Argentinië (1998) · 
Argentinië (2002) · 
België (1990) · 
België (2018, 1) · 
België (2018, 2) · 
Brazilië (2002) · 
Colombia (1998) ·
Colombia (2018) ·
Costa Rica (2014) ·
Denemarken (2002) ·
Denemarken (2021) · 
Duitsland (2000) ·
Duitsland (2010) ·
Duitsland (2021) ·
Ecuador (2006) ·
Egypte (1990) ·
Frankrijk (1982) ·
Frankrijk (2012) ·
Frankrijk (2022) ·
Ierland (1990) · 
IJsland (2016) ·
Italië (1990) · 
Italië (2012) · 
Italië (2014) · 
Italië (2021) · 
Kameroen (1990) · 
Koeweit (1982) · 
Kroatië (2018) ·
Kroatië (2021) · 
Marokko (1986) · 
Nederland (1990) · 
Nigeria (2002) · 
Oekraïne (2012) · 
Oekraïne (2021) ·
Panama (2018) · 
Paraguay (1986) · 
Paraguay (2006) · 
Polen (1986) · 
Portugal (1986) · 
Portugal (2000) · 
Portugal (2006) · 
Roemenië (1998) ·
Roemenië (2000) ·
Rusland (2016) ·
Schotland (2021) ·
Senegal (2022) ·
Slovenië (2010) ·
Slowakije (2016) ·
Spanje (1982) ·
Spanje (2024) ·
Trinidad en Tobago (2006) ·
Tsjechië (2021) ·
Tsjecho-Slowakije (1982) ·
Tunesië (1998) ·
Tunesië (2018) ·
Uruguay (2014) ·
Verenigde Staten (2010) ·
Wales (2016) · 
West-Duitsland (1966) ·
West-Duitsland (1982) ·
West-Duitsland (1990) ·
Zweden (2002) ·
Zweden (2006) · 
Zweden (2012)